# آریل کولزرا
آریل کولزرا (اسپانیایی: Ariel Cólzera‎؛ زادهٔ ۱۵ آوریل ۱۹۸۶) بازیکن فوتبال اهل آرژانتین است.

## باشگاهی
از باشگاه‌هایی که در آن بازی کرده‌است می‌توان به باشگاه فوتبال بوکا جونیورز، باشگاه فوتبال اتلتیکو هوراکان، و باشگاه فوتبال تپلیس اشاره کرد.

## تیم ملی
وی همچنین در تیم ملی فوتبال Argentina U-17 بازی کرده‌است.